# Maria Lazar
Maria Lazar, född 22 november 1895 i Wien, Österrike-Ungern, död 30 mars 1948 i Stockholm, var en österrikisk-svensk författare och översättare av dansk och svensk litteratur. Hon skrev sina romaner under pseudonymen Esther Grenen.

## Biografi

### Uppväxt
Maria Franziska Lazar var det yngsta av åtta barn i en förmögen wiensk judisk familj. Hennes äldre syster Auguste Lazar var också författare. Hon läste i Wien vid den välkända Schwarzwaldskolan, en gemenskapsskola med reformistisk metodik, där hennes intresse för litterärt arbete uppmuntrades. Här mötte hon många framstående personer på den dåvarande wienska kulturscenen, inklusive Adolf Loos, Elias Canetti, Hermann Broch och Egon Friedell. Oskar Kokoschka skildrade den unga konstnären här 1916 i sitt porträtt Dam med papegoja. Efter skoltidens slut arbetade hon som lärare vid det till Schwarzwaldskolan hörande Landerziehungsheim vid Semmering.

### Författardebut
År 1920 publicerade hon sin första roman, Die Vergiftung, och ett år senare uruppfördes hennes enaktare Der Henker på Neuen Wiener Bühne. Båda verken misslyckades och accepterades inte av publiken och kritikerna. Thomas Mann kritiserade den "penetrerande kvinnolukten" i hennes debutroman. Robert Musil berömde däremot henne för "rika idéer" och "smidig styrka i figurativet". Familjen Lazar läste texten som en nyckelroman. Den oacceptabla familjesituationen, som beskrivs i romanen baserad på de fruktlösa utbrytningsförsöken av protagonisten Ruth, såg familjen som en direkt attack mot sig själva. Även hennes äldre syster Auguste Lazar gjorde i retrospektiv en biografisk läsning av texten, som konsekvent beskrivs i jag-perspektivet, nära:
"Marias fjärmande från hemmet - eller tydligare, från min mammas hem, eftersom hon var bara 13 när min far dog - började i en tid då hon fortfarande bodde hemma. [...] I Die Vergiftung är det borgerliga familjelivet skildrat i de svartaste av färger, min mamma och syskon, svärfar och svägerska föll i största bestörtning. De kände sig träffade. Min man och jag försökte medla. Vi såg boken mer objektivt. Hur som helst var det ett starkt talangprov. "
Franz Haas kallar det i sin recension i Neue Zürcher Zeitung "den förbluffande boken". För honom visar exemplet Maria Lazar, "vilka varaktiga luckor nationalsocialismen har slagit inte minst i mottagandet av kvinnolitteraturen". Trots att Sandra Kerschbaumer i sin granskning av Die Vergiftung i Frankfurter Allgemeine Zeitung av protagonisten Ruths "utanförskap", henne själv och hennes miljö, "trots all modernitet i romanen" inte visar tillräckligt med suggestionskraft, för att "fängsla nutida läsare" frågar hon sig ändå hur verket undgått allmänhetens uppmärksamhet under ett sekel.

### Äktenskap
1923 gifte hon sig med journalisten Friedrich Strindberg; paret skildes åter 1927. Paret hade dottern Judith, född 1924. Lazar arbetade främst som översättare under tjugotalet och översatte verk från danska, engelska och franska. Först 1930 publicerade hon åter egna verk, den här gången under den nordiska pseudonymen Esther Grenen. Romanerna Der Fall Rist från 1930 och Veritas verhext die Stadt från 1931 var båda framgångsrika. 1933 hade hon urpremiär på det politiska dramat Nebel von Dybern i Stettin, men det avlägsnades snabbt från repertoaren av nazisterna.

### Exil
Tillsammans med Bertolt Brecht och Helene Weigel följde hon en inbjudan från författaren Karin Michaëlis sommaren 1933 och gick i exil på den danska ön Thurø. Där fortsatte hon att arbeta litterärt, men hade relativt liten framgång med sina verk. En första exilroman som heter Leben verboten erschien dök upp i London 1934 med den engelska titeln No right to live. 1937 dök upp novellen Die Eingeborenen von Maria Blut i den välkända, i Moskva publicerade exiltidskriften Das Wort, som redigerades av Brecht, Lion Feuchtwanger och Willi Bredel. Romanen, som kan betraktas som hennes huvudarbete, beskriver framväxten av nazismen i Österrike. Förgäves erbjöd hon den till österrikiska och schweiziska förläggare. En schweizisk förläggare skrev henne ett entusiastiskt brev, men han kunde inte riskera utgivandet, också med anledningen "för att marknaden", "skulle varit för smal för det", detta enligt hennes syster Auguste Lazar, som senare, 1958, tio år efter Marias självmord, publicerade romanen i DDR. 
Återutgivningen av romanen 2015 kommenterade Harald Eggebrecht i Süddeutsche Zeitung enligt följande:
"Det är en bitter och mycket sann mixtur som den wienska författaren och journalisten Maria Lazar (1895-1948) berör i romanen, som skrevs i dansk exil 1935 i den fiktiva österrikiska småstaden Maria Blut: klerikal fascism och antisemitism, främlingsfientlighet och mirakeltro, bigotteri och hycklande sexualmoral. Det är denna högerradikala blandning i vars klimat nazisterna påtryckte absolut lydnad. "

### Död
Under sina år i exil skrev hon flera artiklar för skandinaviska och schweiziska tidningar och försörjde sig på översättningar av litterära verk från danska och svenska till tyska. År 1939 flyttade Lazar, som hade blivit svensk medborgare genom sitt äktenskap med Friedrich Strindberg, med sin dotter Judith Lazar till Sverige. Efter att hon diagnostiserats med en obotlig bensjukdom begick hon självmord 1948 i Stockholm.

### Återupptäckt
Världens första offentliga presentation av Lazars verk ägde rum den 17 november 2015 under ledarskap av det österrikiska exilbiblioteket på Literaturhaus Wien. Förläggaren Johann Sonnleitner, utgivaren Albert Eibl, författaren och journalisten Martin Haidinger och den tyske kabaretartisten Markus Oezelt var involverade.
Den här artikeln är helt eller delvis baserad på material från tyskspråkiga Wikipedia.